# 清聴感謝祭
『清聴感謝祭〜村下孝蔵最高選曲集 其の参』（せいちょうかんしゃさい むらしたこうぞうさいこうせんきょくしゅう そのさん）は、2006年5月24日に発売された村下孝蔵の7回忌特別企画ライブ・アルバム。

## 概要
全曲未公開音源によるライブ・アルバム。
ボーナストラックとして、ライブのMCも収録されている。

## 収録曲
全作詞・作曲：村下孝蔵（特記以外）

### Disc1
1. 夢の跡
  - ホテルニューオータニディナーショー（1997年12月25日）
2. 私一人
  - ホテルニューオータニディナーショー（1997年12月25日）
3. かすみ草
  - 渋谷公会堂七夕コンサート（1997年7月7日）
4. 遠ざかる日
  - 渋谷公会堂七夕コンサート（1997年7月7日）
5. 常緑樹
  - 渋谷公会堂七夕コンサート（1997年7月7日）
6. 故郷へ
  - 渋谷公会堂七夕コンサート（1997年7月7日）
7. ネコ
  - 博多DRUM（1995年9月13日）
8. ひとりごと
  - 博多DRUM（1995年9月13日）
9. りんごでもいっしょに
  - 福井上志比（1997年3月22日）
10. あなた踊りませんか
  - 福井上志比（1997年3月22日）
11. 未成年
  - 石川（1997年3月21日）
12. 離愁
  - 石川（1997年3月21日）
13. 酔いしれて
  - 川崎クラブチッタイベント
14. 弟
  - 川崎クラブチッタイベント
15. おやすみ
  - 川崎クラブチッタイベント

### Disc2
1. 初恋
  - クリスマスライブ（1997年）
2. 陽だまり
  - クリスマスライブ（1997年）
3. 踊り子
  - 長崎チトセピアホール（1998年10月9日）
4. とまりぎ
  - 長崎チトセピアホール（1998年10月9日）
5. かげふみ
  - 福井上志比（1997年3月22日）
6. ロマンスカー
  - 詳細不明
7. メドレー （ソネット〜春雨〜冬物語〜ゆうこ）
8. MC〜ブラック・サンド・ビーチ
  - 作曲 弾厚作
  - 1995年
9. MC〜松山行きフェリー
  - 1995年